# ARA 산 후안 (S-42)
ARA 산 후안 (S-42)(ARA San Juan (S-42))은 아르헨티나 해군의 TR-1700급 잠수함이다.

## 역사
1983년 6월 28일 서독에서 진수되었다.
2017년 11월 15일, 산후안함이 실종되었다. 44명이 탑승하고 있었으며, 마르 델 플라타 기지로 향하던 중 환풍구 침수에 따른 전기 시스템 고장을 보고한 마지막 교신 후 연락이 두절됐다. 수중에서 폭발음이 관측되었다. 전기합선으로 인한 폭발로 추정되었다.
2018년 11월 17일, 침몰한 산후안함을 해저 800 m 바닥에서 발견했다.
아르헨티나 해군의 잠수함 사령부에는 1700톤급 1척, 1200톤 209급 잠수함 1척으로 2척이 실전배치중이다.